# 国際サッカー評議会
自立法人（スイスの法律）国際サッカー評議会（こくさいサッカーひょうぎかい、International Football Association Board）は、サッカーのルール（サッカー競技規則）の制定など、サッカーに関わる重要事項を決定する機関。略称はIFAB。IFABで決定された規則は、FIFAに所属する協会の全ての国際試合および国内試合で適用される。IFABの本部は、国際サッカー連盟（FIFA）の本部と同じスイスのチューリッヒに在所する。

## 概要
国際サッカー評議会(IFAB)はサッカーのルール（競技規則）を決める世界で唯一の意思決定機関である。IFABは、公式言語として英語、フランス語、ドイツ語、スペイン語を挙げている（元になるのは英語）。IFABの目的は、競技規則を保護、編纂、改正し、国際サッカー連盟（FIFA）傘下の全世界のサッカーにおいて一貫性をもって適用され、適切に監視され、その結果、サッカーが規則正しく、確実にプレーされるようにすることである。さらに、2017年3月、IFABは、公平・公正、普遍性及び多様性の受容、そして技術革新に目を向けながら、世界中のあらゆるサッカーの試合がより良いものになるよう引き続き競技規則を発展させていくと発表した。IFABは、毎年、2月か3月に行う年次総会(AGM)において、ルール改正を討議し、出席者の3/4以上の賛成を得た場合（IFAB構成メンバー:FIFA4票、イギリス（以下英）本土4協会各1票計8票中6票以上）、ルールを改正する。英本土サッカー4協会を含めFIFA加盟サッカー協会及び各大陸サッカー連盟は、ルール改正の提案などサッカーに関する重要な事項について次回の年次総会(AGM)前年の11月1日までに書面で年次総会主催協会（ただし、年次総会主催協会は英本土4協会のいずれか）のIFAB事務局長に提出する。また、一般のファンも、IFABのメールアドレス宛 に意見や質問を送ることができる。
1882年12月5日に、マンチェスターで開かれたイングランドサッカー協会(FA)の会合にスコットランドサッカー協会 (SFA)、 ウェールズサッカー協会 (FAW)、アイルランドサッカー協会 (IFA) が招待され、これらイギリス本土4協会によってIFABが設立された。第１回のIFAB総会は、1886年6月2日にロンドンで開催され、以降毎年1度IFAB総会が開かれている。その後、1913年に国際サッカー連盟(FIFA)が加入した。現在はFIFAから4人、イギリス（以降英）本土4協会（イングランド、スコットランド、ウェールズ、北アイルランド）から各1人代表が送られて構成されている。なお、現在アイルランド島の北東部にあるイギリスの北アイルランドとアイルランド島南部のアイルランド共和国は別の国であり、それぞれの協会を持つ（北アイルランドはアイリッシュ・フットボール・アソシエーション、アイルランド共和国はフットボール・アソシエーション・オブ・アイルランド）。
2012年から2014年1月13日までにIFABは改革を行った（ただし、IFAB構成協会はFIFAと英本土4協会のまま）。2013年3月2日の第127回IFAB年次総会(AGM)で、サッカー界の専門家からなるテクニカル諮問委員会（Technical Advisory Panel）及びサッカー諮問委員会（Football Advisory Panel）を設けた。これらの諮問委員会は、諮問プロセスを改善し、競技規則の発展に向けてより積極的なアプローチを醸成することを目的としている。2014年1月13日に、IFABそのものとその機関が持つ目的、組織及び責任について定めた定款を承認し、IFABの事務局長をトップにすえた運営事務局を導入し、透明性を高めるとともに民主的かつ現代的な運営を目指すこととした。スイスの法律のもとで自立法人となり、IFAB本部を国際サッカー連盟(FIFA)の本部と同じスイスのチューリッヒに置いた。
2012年7月5日にスイス･チューリッヒのFIFA本部で行われたIFAB特別会議で、満場一致で「ホークアイ(Hawk-Eye)システム」と「ゴールレフ（GoalRef）」の両方のゴール機械判定技術（ゴールライン・テクノロジー）採用)等を決め、史上初めて、サッカーのルールに機械判定技術を正式に導入した。以降、2018年3月3日にスイスのチューリヒでIFAB年次総会（AGM）でビデオ・アシスタント・レフェリー制度のサッカーのルールへ正式導入の決定など、機械判定技術がサッカーのルールに導入され続けている。
2016年3月IFAB年次総会(AGM)で改正されたサッカー競技規則2016/2017以降は、IFABが直接ルール（競技規則等）を英語版（正式な原本）、フランス語版、ドイツ語版及びスペイン語版の冊子（ルールブック。競技規則本）を発行している（日本では、日本サッカー協会が正式な英語版を毎年改正部分を含めて日本語に翻訳、表現を見直しながら日本語版出版）。
2016年度までは、IFABの承認なしでは、大陸連盟や加盟協会は、サッカーのいかなる競技規則の変更も禁止（16歳未満の選手・女子・35歳以上の年長者のみの試合及び障害者の試合を除く）としてきた。2017年3月3日（サッカー競技規則2017/2018）にイギリス首都ロンドンで開催された第131回IFAB年次総会(AGM)において、更なるサッカーの普及発展の為、次のような重大な改正が承認された。
1. 各国のサッカーにそれぞれに有益になることは、各国サッカー協会こそが知っている。従って、各国協会（および大陸連盟、FIFA）がその責任の下、“それぞれの独自の競技規則（ただし、IFABによって認められた修正（「競技規則の修正」参照）の範囲で）”をより弾力的に変更できるようにした（例：トップレベルの試合を除き、交代の最大数を5人とする等）[2]。
2. ユース、年長者、障がい者およびグラスルーツ（最も底辺のレベル）のサッカーにおいて、警告（YC）に代わり得る一時的な退場（シンビン）を導入する[2]。
3. 以前よりグラスルーツのサッカーで認めてきた再交代（試合中、一度交代してベンチに下がった選手が再び交代してその試合に出場する）をユース、年長者および障がい者のサッカーでも認める[2]。

これらやその他の重要な改正の詳細は、IFABの冊子「競技規則の修正」に記載されている（日本は日本サッカー協会が翻訳発行しているサッカー競技規則日本語版内）。

## 開催会議とルール改正の手続き等
国際サッカー評議会は単年度に、11月の年次事務会議Annual Business Meeting (ABM)と翌年2月か3月の年次総会Annual General Meeting (AGM)の合わせて2回の会議を同一協会で2度とも行う。原則としてイギリス本土4協会（以下英本土4協会）のいずれかで輪番に開催する。IFAB改革の一環で、2013年3月2日の第127回IFAB年次総会(AGM)で、サッカー界の専門家からなるテクニカル諮問委員会（Technical Advisory Panel）及びサッカー諮問委員会（Football Advisory Panel）を設けた。また、サッカールールの試行を監視するテクニカル小委員会（TSC = Technical Subcommittee）がある。

### 年次事務会議(ABM)
年次事務会議(ABM)は、年次総会(AGM)の準備のための会議であり、11月に開催される。各大陸連盟及び各サッカー協会から提出された競技規則に関する試行の要求など一般的事務事項を審議・検討し、試験や試行を承認することができるが、競技規則（ルール）改正は出来ない。

### 年次総会(AGM)
ABMの翌年毎年2月末頃（2月か3月）に開催される年次総会(AGM)において、ルール改正を討議し、出席者の3/4以上の賛成を得た場合（FIFA4票、英本土4協会各１票計8票中6票以上）、ルールが改正される。
つまり、ルール改正にはFIFAの4票、英本土4協会が各1票の計8票のうち6票以上が必要であり、FIFAだけでも英本土4協会だけでも決められないようになっている。年次総会(AGM)は、2月または3月に、輪番で英本土4協会のいずれかで開催されるが、FIFAワールドカップ開催年は、FIFAが決定した地で行う（通常はスイスのチューリッヒ）。2008年以前は、FIFAワールドカップ開催国で、年次総会(AGM)を開催するのが慣習だった。近年、6月か7月に特別会議が開かれ、2月か3月の年次総会でも結論が出なかった内容などについて検討され、指示や方向性(通達)を改めて示すようになっている。
改正後、1か月以内にFIFAからFIFA加盟各国のサッカー協会に通達され、7月1日から全世界で施行される（ただし、7月1日までにその年のシーズンが終わっていない大陸連盟および加盟協会は次のシーズンの開始まで新ルール施行を延期できる。日本では例年7月1日以降のしかるべき日で、大会ごとに定められた日から施行している。7月1日以前に、シーズンを開始する場合は、IFABの改正に関する通達の直後に施行することができる。つまり、毎年、サッカーのルールは細かく変更されており、審判員 は毎年、更新講習会を受ける必要がある（受けなかった場合は審判資格を失効する）。その他の指示や方向性(通達)は6月か7月の特別会議を経て、改めて情報として伝えられる。
先述の通り、英本土4協会を含めFIFA加盟協会及び各大陸連盟は、競技規則改正の提案や競技規則の試行の要求などサッカーに関する重要な事項について次回の年次総会(AGM)前年の11月1日までに書面で年次総会主催協会（ただし、年次総会主催協会は英本土4協会のいずれか）のIFAB事務局長に提出する（ただし書面で提出の為、日程的余裕を考えて提出する必要がある）。また、一般のファンも、IFABのメールアドレス宛に意見や質問を送ることができる。

### 2つの諮問委員会
2013年3月2日の第127回IFAB年次総会(AGM)で結成された。サッカー界の専門家により構成され、IFABの競技規則に関する業務を援助する。メンバーは、各大陸連盟やサッカー関連機関からの元選手、監督及び審判員などからなる。「テクニカル諮問委員会（Technical Advisory Panel）」は審判技術の細部や規則改正がレフェリングに与え得る影響を評価する。「サッカー諮問委員会（Football Advisory Panel）」が選手や監督からの視点を提供する。これらの諮問委員会は、諮問プロセスを改善し、競技規則の発展に向けてより積極的なアプローチを醸成することを目的としている。

### テクニカル小委員会
FIFA、英本土4協会、IFAB の専門家により構成され、競技規則改正の可能性について検討し、年次総会(AGM)や年次事務会議(ABM)で承認された競技規則の試行の監視を担当する。

## 歴史

### サッカールール決定機関となった経緯
国際サッカー評議会がサッカーのルールを決定するようになった経緯は次の通りである。
1863年10月26日、イングランドサッカー協会(FA)とロンドンの12(11とする資料もある)のクラブが会議を開き、同年12月8日までに6回のミーティングをもって、統一ルールを作成し、近代サッカー(現在のサッカー)が誕生した。
サッカーはすぐにイングランドからイギリス各地に広まり、1872年には世界初の「公式国際試合」（イングランド対スコットランド）が行われた(ちなみに非公式ではあるが、1870年に両者の間で世界初の国際試合が行われた。その後、この試合も含め5度にわたり、両者の間で非公式国際試合が行われた)。サッカー協会も次々と誕生した。1873年にスコットランド、1876年にはウェールズ、1880年にはアイルランドにサッカー協会が設立された。
しかし1882年に、この英本土4協会で毎年王者を決める大会(英国選手権(ホーム・インターナショナル))を開催する為に話し合ったとき、互いのルールが微妙に違うことがわかった。そのため、ルールを調整し、確定する協議会として国際サッカー評議会(IFAB)を発足させることにした。第１回のIFAB総会は、1886年6月2日にロンドンで開催された。
以後、IFABは毎年1度の総会でルール改正を検討することになった。
フランスやオランダを中心とした欧州大陸の国々によってFIFAが設立されたのは1904年。IFAB設立の18年後、近代サッカー誕生からだと41年後のことだった。FIFA設立当初、英本土4協会はFIFAに参加しなかったが（1906年FIFA加盟）、ルールについてはIFABの決定にFIFAが従うことになった。
1913年に、ようやくIFABのメンバーにFIFAが加えられた。このとき、英本土4協会とFIFAは、それぞれ2票の投票権をもつこととされた。そしてルール改正に必要なのは、全体の5分の4、すなわち10票のうち8票ということとなった。つまり、英本土4協会がそろって賛成すれば、FIFAが反対してもルール改正できるという形だった。
二度の世界大戦を経た45年後の1958年に、IFABは構成メンバーはそのままで、投票権を英本土4協会は各協会1票ずつとし、FIFAには4票を与えた。そしてルール改正には、全体の4分の3、すなわち全8票のうち6票が必要とした。
この改正により、ルールの改正は、英本土4協会だけでも、FIFAだけでも決められなくなった。

### 改革及び法人化等
2012年7月5日にスイス･チューリッヒのFIFA本部で行われたIFAB特別会議で、満場一致で「ホークアイ（Hawk-Eye）システム」と「ゴールレフ（GoalRef）」の両方のゴール機械判定技術（ゴールライン・テクノロジー（GLT））採用)等を決め、史上初めて、サッカーのルールに機械判定技術を正式に導入した。
2012年から2014年1月13日までにIFABは改革を行った。2013年3月2日の第127回IFAB年次総会(AGM)で、サッカー界の専門家からなるサッカー諮問委員会（Football Advisory Panel）およびテクニカル諮問委員会（Technical Advisory Panel）を設けた。2014年1月13日に、IFABそのものとその機関が持つ目的、組織及び責任について定めた定款を承認し、IFABの事務局長をトップにすえた運営事務局を導入した。スイスの法律のもとで自立法人となり、IFAB本部を国際サッカー連盟（FIFA）の本部と同じスイスのチューリッヒに置いた。
2015年2月頃に改正されたサッカー競技規則2015/2016までは、IFABが制定したルール（競技規則等）をFIFAが冊子として発行していたが、2016年3月IFAB年次総会（AGM）で改正されたサッカー競技規則2016/2017以降は、IFABが直接ルール（競技規則等）の英語版（正式な原本）、フランス語版、ドイツ語版およびスペイン語版の冊子（ルールブック。競技規則本）を発行している。文章表現や解釈に疑問が生じた場合は、英語版の競技規則に基づくものとされている（日本では、英語版を毎年改正部分を含めて日本語に翻訳、表現を見直しながら日本語版出版）。
2016年度までは、IFABの承認なしに、大陸連盟や加盟協会は、サッカーのいかなる競技規則の変更も禁止（ただし、16歳未満の選手・女子・35歳以上の年長者のみの試合及び障害者の試合は加盟協会の合意があれば、ピッチ（サッカーのフィールド）の大きさ、ボールの大きさ、ゴールの大きさ、試合時間、交代等をIFABの承認なしに修正できる。これ以外の修正はIFABの承認が必要）としてきた。
2017年3月3日、第131回IFAB年次総会(AGM)において、各国協会（および大陸連盟、FIFA）がその責任の下、“独自の競技規則（ただし、IFABによって認められた修正（「競技規則の修正」参照）の範囲で）”をより弾力的に変更できるようにした（先述）。
2018年3月3日のIFAB年次総会（AGM）でビデオ副審（VAR＝ビデオ・アシスタントレフェリー）制度のサッカーのルールへ正式導入を決定した。